# زوهر

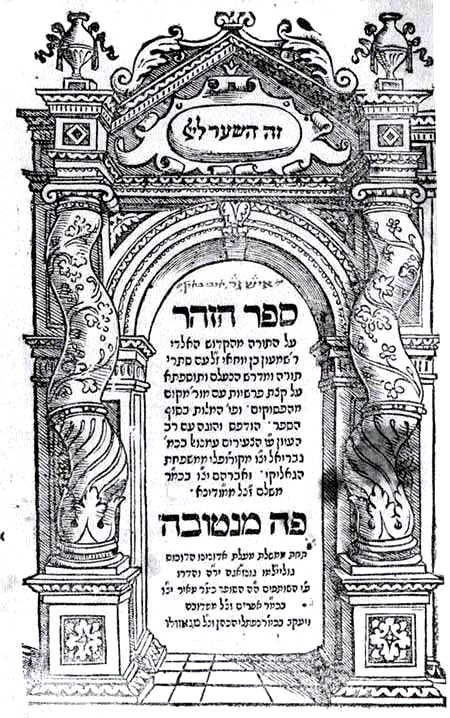
اولین چاپ کتاب زوهر مربوط به سال ۱۵۵۸ میلادی

زوهر یا ظُهَر (عبری: זהר) به معنی درخشندگی از مهم‌ترین کتاب‌های ادبیات قباله در یهودیت و تفسیری عرفانی بر تورات است که به زبان آرامی نگاشته شده‌است. کتاب زوهر به سبک الواح نوشته شده‌است و مشتمل بر هیجده صحیفه‌است که هر یک دربردارنده آرای عرفانی نویسنده آن است. این کتاب در یک دوره ۲۳ جلدی توسط راو یهوا اشلاگ به عبری ترجمه و تفسیر شد و در مرکز کابالا موسوم به کابالا سنتر منتشر شده‌است. کتاب تک جلدی مشکی رنگی که متن زوهر را به صورت کامل در خود جا داده‌است هم از جمله کتاب‌هایی است که در این نهاد به چاپ رسیده‌است و جلدی هم از فصل پینخاص (شفا) در دو رنگ آبی و سبز به صورت جداگانه انتشار یافته که از مهم‌ترین فصل‌های کتاب زوهر می‌باشد.

## صحیفه‌های زوهر
مهم‌ترین صحیفه‌های زوهر عبارت‌اند از:
- سیفرا دصنیعوتا: شامل شرح کاملی دربارهٔ فقراتی از شصت فصل نخست سفر پیدایش تورات است که از جمله تقسیمات رسمی و شرعی تورات به‌شمار می‌آید.
- سیفرا ایدرا ربا: شامل کنایات و استعارات و تلمیحات و داستان محفل تابعان مؤمن شمعون بن یوحای است.
- ایدرا زوتا: که در آن مرگ شمعون بن یوحای شرح داده می‌شود.
- ایدرا دبمشکنا: که در آن مباحثی از تورات و خیمه مقدس شرح داده می‌شود.
- هخالوت: شرحی‌است که در وصف هفت قصر نور که وقف روح شده‌است و او بعد از مرگ خویش، یا به سبب مکاشفات روحانی و شهود باطنی به آن پی می‌برد.
- رازا درازین: که در آن دربارهٔ قیافه‌شناسی، چهره‌خوانی و کف‌شناسی بحث شده‌است و مراحل موسومی که بن یوحای و شاگردانش، مطرح کرده‌اند.
- ساوا: حکایتی‌است که بر اساس قصه‌ای که شیخی پرداخته‌است تنظیم شده و در آن بسیاری از قصه‌های عامیانه به کار رفته‌است.
- ینوقا: حکایت طفلی نابغه و گفتگوی او دربارهٔ رازهای تورات و سپاسگزاری نعمت‌های خدا پس از غذاست.
- رومتیوتا: توصیف سفری مربوط به کشف و شهود در بهشت است که به وسیله اعضای یک محفل صورت می‌گیرد و محاوره‌ای است که به وسیله یکی از رهبران مدرسه روحانی دربارهٔ نفس به خصوص در عالم دیگر صورت می‌یابد.
- سیتره توره: اسرار تورات و تعابیر عرفانی و تمثیلی و رمزی برخی قطعات تورات با تمایلاتی در برابر الهیات و مکتب خداشناسی و حکمت و روان‌شناسی عرفانی؛ بخشی از آن ناشناخته و بخشی نیز مطابق قصه‌های معمولی‌است.
- متنیتین: این فصول نشان‌گر اهتمامی سنجیده و دقیق در پی گرفتن سبک هلاخایی در قرن دوم و دنباله‌روی از میشنا و توسفتا است.
- سیتره شعرشیریم: دربارهٔ غزل غزل‌ها شرحی‌است کاملاً کابالایی مربوط به نخستین آیات غزل غزل‌های سلیمان.
- کاوها میدا: معیار عرفانی مقادیر، تفسیری عرفانی دربارهٔ معنای شمع ییسرائل
- سیتره اوتیوت: اسرار حروف و ریشه‌های خلقت
- میدراش هنعلام: تفسیر کتاب روت
- رعیا مهمنا یعنی شبان مؤمن؛ تفسیری کابالایی دربارهٔ فرمان‌های تورات
- تیقونه زوهر: شرحی دربارهٔ نخستین بخش تورات که به پنج کتاب تقسیم می‌شود.